# كمالية ليبرالية

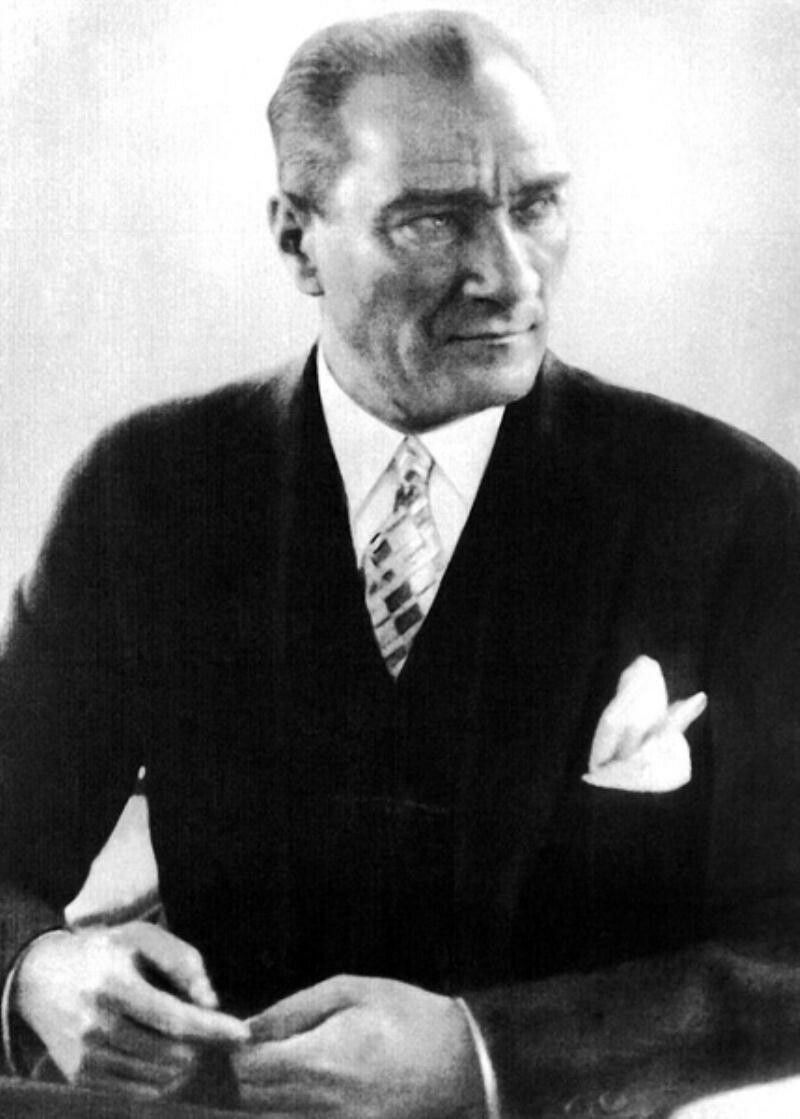
مصطفى كمال أتاتورك، مؤسس تركيا وأول رئيس لها

الكمالية الليبرالية (بالتركية: Liberal Kemalizm)‏ هي التقاء بين الكمالية والأيديولوجية التأسيسية لجمهورية تركيا، وفكرة الليبرالية التي تقوم على مبدأ الحرية.
تُعدّ الكمالية الليبرالية توليفًا لليبرالية الكلاسيكية والكمالية. أنشأها أحمد أغاوغلو في ثلاثينيات القرن العشرين، الذي كان مناصرًا للقومية سابقًا.
يدعم معظم مناصري الكمالية الليبرالية الأفكار الكمالية مثل العلمانية والجمهوريانية والإصلاحية.

## الرأي الاجتماعي
تدافع الكمالية الليبرالية عن الفكر الكمالي للقومية في المجال الاجتماعي. وهو يعني مفهوم القومية المنصوص عليه أيضًا في المادة 88 من دستور عام 1924 ومبادئ أتاتورك الستة، والذي يبني تعريف الأمة على الوحدة الثقافية والسياسية بعيدًا عن الدين أو العِرق.
مثلها مثل الكمالية، تجادل الكمالية الليبرالية في ضرورة منح حرية الضمير والإيمان والفكر للجميع.

## الرأي الاقتصادي
تدعو الكمالية الليبرالية إلى اقتصاد السوق الحر مع سياسات الحكومة الاجتماعية والتنظيم الكافي لضمان العدالة على غرار إحصائية اقتصاد السوق الاجتماعي. إن السوق الحرة هو نظام اقتصادي يتم فيه تنظيم أسعار السلع والخدمات ذاتيًا من قِبَل المشترين والبائعين الذين يتفاوضون في سوق مفتوحة.

## الخلفية
ظهرت الكمالية الليبرالية في الفترات الأولى من الجمهورية التركية نتيجة لتفسير الفكر الكمالي من وجهة نظر ليبرالية لأحمد أغاوغلو. وصف أغاوغلو نفسه بأنه «إصلاحي وكمالي» من ناحية، بينما كان يحاول تطوير فكرة «الكمالية الليبرالية» من ناحية أخرى. انتقد أغاوغلو، المدافع عن الحريات الفردية داخل حزب الشعب الجمهوري، بعض سياسات الحزب. في وقت لاحق، ابتعد أغاوغلو عن حزب (سي إتش إف) بأفكاره الليبرالية وانضم إلى الحزب الجمهوري الليبرالي بناءً على طلب أتاتورك ووصف بأنه أحد أهم الشخصيات في (إس سي إف)، حتى منظر الحزب. ولم يعد إلى حزب (سي إتش إف) بعد إغلاق الحزب الجمهوري الليبرالي.
من الملاحظ أن فهم النزعة الفردية له مكانةً هامة في الفكر والحياة السياسية لأحمد أغاوغلو، إذ يُعدّ أحد الممثلين المهمين للنموذج السياسي المستنير الذي شوهد على نطاق واسع في السنوات الأولى للجمهورية التركية. يقوم أغاوغلو بتقييم آرائه حول نظرية التحديث والمجتمع والديمقراطية وحرية الشعوب والاقتصاد في إطار الفردية. بالنظر إلى الجو السياسي العام في كل من البلاد والعالم، من الواضح أن نهج أغاوغلو كان استثنائيًا للغاية. في السنوات التي فقدت فيها الليبرالية مصداقيتها بين الأوساط الفكرية والسياسية، دعا أغاوغلو بإصرار إلى ضرورة اتخاذ المبادئ السياسية والاقتصادية والاجتماعية الليبرالية كأساس من أجل بقاء الدولة الجديدة وتطورها بطريقة قوية وقويمة.